# 布魯克斯 (阿肯色州)
布魯克斯（英語：Brooks）是位於美國阿肯色州薩林縣的一個非建制地區。該地的面積和人口皆未知。

## 地理
布魯克斯的座標為34°33′58″N 92°26′52″W / 34.56611°N 92.44778°W，而該地的平均海拔高度為104米（即340英尺）。